# 日本造船鉄工
日本造船鉄工株式会社（にほんぞうせんてっこう）は、福岡県北九州市若松区に本社・造船所を置く造船・船舶修繕事業者である。

## 概要
設立・創業は1957年（昭和32年）で、若松区藤ノ木地区に立地する造船所の中では最も歴史が新しい。999総トン以下の作業船・内航船などの各種船舶の建造・検査・修繕を行っている。北九州市営若戸渡船の旅客船第十五わかと丸・第十六わかと丸の建造実績もある。

## 主要設備
- 引揚船台[1][3]
  - 上架能力999GT 1基
  - 上架能力499GT 1基
  - 上架能力199GT 1基
- クレーン[1][3]
  - 走行クレーン：吊上能力20t 1基・10t 1基
  - 門型クレーン：15t 1基
  - クローラークレーン：35t 1基

## 沿革
- 1957年（昭和32年）4月 - 旧矢野造船を買収し、設立・創業[1][2][4]。
- 1973年（昭和48年）3月 - 建造能力999GTの5番船台が完成[1][2]。
- 1993年（平成5年）8月 - 5番船台の収容能力を長さ84.5mに拡張[1][2]。
- 1995年（平成7年）10月 - 全天候型ブロック工場が完成[1][2]。
- 2020年（令和2年）11月 - 第5船台の収容能力を幅26mに拡張[1][2]。